# 퀵플릭스
퀵플릭스(Quickflix)는 오스트레일리아와 뉴질랜드의 스트리밍 회사이다. 최신 드라마, 최신 영화 등의 프리미엄 콘텐츠는 추가 비용을 지불하여 퀵플릭스에서 시청이 가능하다.